# Giro dell'Umbria 1924
Il Giro dell'Umbria 1924, settima edizione della corsa, si svolse il 10 agosto 1924 su un percorso di 280 km, con partenza e arrivo a Terni, in Italia. La vittoria fu appannaggio dell'italiano Pietro Bestetti, che completò il percorso in 9h40'00", alla media di 27,134 km/h, precedendo i connazionali Michele Gordini e Domenico Sangiorgi.
Sul traguardo di Terni 14 ciclisti, su 36 partiti dalla medesima località, portarono a termine la competizione. 

## Ordine d'arrivo (Top 10)
| Pos. | Corridore          | Squadra      | Tempo    |
| ---- | ------------------ | ------------ | -------- |
| 1    | Pietro Bestetti    | Maino        | 9h40'00" |
| 2    | Michele Gordini    | Ganna-Dunlop | a 5"     |
| 3    | Domenico Sangiorgi | -            | a 8"     |
| 4    | Umberto Berni      | -            | a 2'47"  |
| 5    | Riccardo Gagliardi | -            | s.t.     |
| 6    | Gino Balestrieri   | -            | a 8'00"  |
| 7    | Enea Dal Fiume     | -            | a 13'00" |
| 8    | Battista Gilli     | -            | a 17'25" |
| 9    | Angelo Marchi      | -            | a 17'26" |
| 10   | Romolo Lazzaretti  | Jenis        | a 20'00" |